# Wola Rożkowa
Wola Rożkowa – wieś w Polsce, położona w województwie łódzkim, w powiecie radomszczańskim, w gminie Kobiele Wielkie.
| SIMC    | Nazwa      | Rodzaj    |
| ------- | ---------- | --------- |
| 0543278 | Nowy Widok | część wsi |

W latach 1975–1998 wieś administracyjnie należała do województwa piotrkowskiego.
W okolicach wsi przepływa Struga, dopływ Pilicy.